# Чемпионат СССР по боксу 1986
52-й чемпионат СССР по боксу проходил с 21 февраля по 2 марта 1986 года в Алма-Ате (Казахская ССР).

## Медалисты
| Весовая категория                   | Золото                          | Серебро                         | Бронза                                                      |
| ----------------------------------- | ------------------------------- | ------------------------------- | ----------------------------------------------------------- |
| Первый наилегчайший вес (до 48 кг)  | Ншан Мунчян Ереван              | Александр Махмутов Электросталь | Каримжан Абдрахманов Алма-Ата Владимир Штында Ровно         |
| Второй наилегчайший вес (до 51 кг)  | Бейбут Есжанов Кокчетав         | Алик Акылбаев Джезказган        | Анатолий Филиппов Чита Римвидас Билюс Каунас                |
| Легчайший вес (до 54 кг)            | Юрий Александров Невинномысск   | Альберт Казанджян Тбилиси       | Александр Артемьев Ленинград Рашид Кабиров Джамбул          |
| Полулёгкий вес (до 57 кг)           | Серик Нурказов Караганда        | Самсон Хачатрян Кировокан       | Сергей Суходоев Павлодар Айрат Хаматов Казань               |
| Лёгкий вес (до 60 кг)               | Владимир Степанов РСФСР         | Леонид Броников Димитровград    | Юрий Филиппов Московская область Юрий Савочкин Поти         |
| Первый полусредний вес (до 63,5 кг) | Василий Шишов Куйбышев          | Эрик Хакимов Кустанай           | Игорь Ружников Темиртау Сергей Мичник Ленинград             |
| Второй полусредний вес (до 67 кг)   | Александр Островский Омск       | Андрей Троценко Рига            | Манвел Балоян Баку Григорий Пинчук Ташкент                  |
| Первый средний вес (до 71 кг)       | Манвел Аветисян Ереван          | Бабкен Саградян Кировокан       | Виктор Егоров Владимир Сергей Владимиров Московская область |
| Второй средний вес (до 75 кг)       | Дмитрий Болигузов Хабаровск     | Асылбек Килимов Алма-Ата        | Руслан Тарамов Грозный Владимир Мельник Минск               |
| Полутяжёлый вес (до 81 кг)          | Виталий Качановский Фастов      | Ринат Тришев Ташкент            | Петр Мищенко Кременчуг Андрей Караваев Краснодар            |
| Тяжёлый вес (до 91 кг)              | Рамзан Себиев Грозный           | Евгений Судаков Димитровград    | Сергей Гугучкин Петропавловск Станислав Бойко Рига          |
| Супертяжёлый вес (свыше 91 кг)      | Александр Мирошниченко Кустанай | Валерий Абаджян Воронеж         | Вячеслав Яковлев Ленинград Сергей Алёшин Московская область |